# Gonne al bivio
Gonne al bivio (But I'm a Cheerleader) è un film del 1999 diretto da Jamie Babbit.
La pellicola usa in senso ironico gli stereotipi di genere e sull'omosessualità, come l'uso del blu e del rosa per sottolineare la differenza di genere e la poca virilità dei personaggi maschili omosessuali.

## Trama
Megan è una tipica diciassettenne americana: è fidanzata con un giocatore di football, Jared, e fa la cheerleader. Ma è una ragazza piuttosto naïf: non le piace baciare il suo fidanzato, è gentilissima con le sue amiche cheerleader, nel suo armadietto c'è solo la foto di una ragazza, è vegetariana e è una fan di Melissa Etheridge.
I suoi genitori ed i suoi amici decidono di mandarla in un campo di riabilitazione per giovani omosessuali, chiamato "True Direction", gestito da Mary Brown, aiutata dall'ex-gay Mike e dal figlio Rock, dalla dubbia sessualità. Il programma del campo si basa su un percorso in 5 fasi: ammettere la propria omosessualità, riconoscersi nel proprio genere tramite lavori a esso correlati (lavori domestici per le femmine, sport e lavori pesanti per i maschi), terapia familiare, demistificazione del sesso opposto e simulazione di un rapporto sessuale con un membro del sesso opposto.
Nel corso di questa permanenza forzata, aiutata anche da due ex-membri del progetto, diventati attivisti gay, Megan si innamorerà di Graham, ragazza ribelle e apertamente lesbica a differenza di Megan, con la quale inizierà una relazione amorosa.